# Polystichum kruckebergii
Polystichum kruckebergii är en träjonväxtart som beskrevs av Warren Herbert Wagner. Polystichum kruckebergii ingår i släktet Polystichum och familjen Dryopteridaceae. Inga underarter finns listade.